# Незатейливая странгалия
Странгалия незатейливая, или усач узкотелый, или утончённая лептура (лат. Strangalia attenuata) — вид жуков-усачей из подсемейства усачиков. Распространён в Европе, России, на Кавказе, в Закавказье и на севере Ирана. Длина тела имаго 9—17 мм. Кормовыми растениями личинок являются дуб, липа и берёза.